# Llista de topònims de Canyelles
Llista de topònims (noms propis de lloc) del municipi de Canyelles, al Garraf
Informació actualitzada per un bot. Els canvis manuals es perdran quan s'actualitzi!

## curs d'aigua
| imatge | Nom                | Ubicat a                                                                         | instància de | Detalls                                 | coordenades | Protecció | Commons (més fotos) | Dades a WD                    |
| ------ | ------------------ | -------------------------------------------------------------------------------- | ------------ | --------------------------------------- | --- | --------- | ------------------- | ----------------------------- |
|        | riera de Canyelles | Canyelles                                                                        | curs d'aigua | Desemboca: riera de Ribes               | 41° 17′ 15″ N, 1° 43′ 39″ E / 41.287448°N,1.727605°E 168 msnm                                                            |           |                     | Modifica les dades a Wikidata |
|        | riera de Ribes     | les Cabanyes Vilafranca del Penedès Olèrdola Canyelles Sant Pere de Ribes Sitges | curs d'aigua | Desemboca: mar Mediterrània Llarg: 18km | 41° 22′ 39″ N, 1° 41′ 27″ E / 41.37753°N,1.69084°E 41° 13′ 25″ N, 1° 46′ 59″ E / 41.223604°N,1.783024°E ca:Zona Terramar |           | Riera de Ribes      | Modifica les dades a Wikidata |

## forn de calç
| imatge | Nom                                          | Ubicat a  | instància de | Detalls                     | coordenades                                                                                         | Protecció                                  | Commons (més fotos) | Dades a WD                    |
| ------ | -------------------------------------------- | --------- | ------------ | --------------------------- | --------------------------------------------------------------------------------------------------- | ------------------------------------------ | ------------------- | ----------------------------- |
|        | Forn de calç de la Urbanització les Palmeres | Canyelles | forn de calç | Estil: arquitectura popular | | bé integrant del patrimoni cultural català |                     | Modifica les dades a Wikidata |
|        | Forn de calç del Fondo del Veguer            | Canyelles | forn de calç | Estil: arquitectura popular | 41° 17′ 22″ N, 1° 44′ 22″ E / 41.28944°N,1.7394°E ca:Fondo del Vegué                                | bé integrant del patrimoni cultural català |                     | Modifica les dades a Wikidata |
|        | Forn de calç del camí de Canyelles           | Canyelles | forn de calç |                             | 41° 16′ 58″ N, 1° 43′ 53″ E / 41.28265°N,1.73132°E ca:Camí de Canyelles (urbanització Vora Sitges). | bé integrant del patrimoni cultural català |                     | Modifica les dades a Wikidata |

## jaciment arqueològic
| imatge | Nom               | Ubicat a           | instància de         | Detalls | coordenades                                                                | Protecció                                            | Commons (més fotos) | Dades a WD                    |
| ------ | ----------------- | ------------------ | -------------------- | ------- | -------------------------------------------------------------------------- | ---------------------------------------------------- | ------------------- | ----------------------------- |
|        | Coll de L'àliga   | Canyelles          | jaciment arqueològic |         | 41° 16′ 52″ N, 1° 41′ 38″ E / 41.281011°N,1.693892°E                       | bé integrant del patrimoni cultural català           |                     | Modifica les dades a Wikidata |
|        | Poblat d'Olèrdola | Olèrdola Canyelles | jaciment arqueològic |         | 41° 18′ 14″ N, 1° 42′ 35″ E / 41.303836°N,1.709682°E ca:Ctra. C-244, km. 2 | bé cultural d'interès nacional bé d'interès cultural | Ruïnes d'Olèrdola   | Modifica les dades a Wikidata |

## masia
| imatge | Nom                      | Ubicat a  | instància de | Detalls      | coordenades | Protecció                                  | Commons (més fotos) | Dades a WD                    |
| ------ | ------------------------ | --------- | ------------ | ------------ | --- | ------------------------------------------ | ------------------- | ----------------------------- |
|        | Cal Carretero            | Canyelles | masia        |              | 41° 17′ 10″ N, 1° 42′ 20″ E / 41.2860133810266°N,1.70557957987831°E                                                                                     |                                            |                     | Modifica les dades a Wikidata |
|        | Cal Català               | Canyelles | masia        |              | 41° 16′ 44″ N, 1° 42′ 37″ E / 41.2788785846858°N,1.71031765803051°E                                                                                     |                                            |                     | Modifica les dades a Wikidata |
|        | Cal Deus                 | Canyelles | masia        |              | 41° 16′ 28″ N, 1° 41′ 55″ E / 41.2744061371629°N,1.69869291239593°E                                                                                     |                                            |                     | Modifica les dades a Wikidata |
|        | Cal Domingo              | Canyelles | masia        | 20th century | 41° 17′ 38″ N, 1° 42′ 38″ E / 41.2940219186768°N,1.71047323623607°E ca:El topònim de Cal Domingo ja defineix un lloc per si mateix                      |                                            |                     | Modifica les dades a Wikidata |
|        | Cal Dori                 | Canyelles | masia        |              | 41° 16′ 30″ N, 1° 43′ 35″ E / 41.2749151957399°N,1.72649046153159°E                                                                                     |                                            |                     | Modifica les dades a Wikidata |
|        | Cal Fort                 | Canyelles | masia        | 19th century | 41° 17′ 21″ N, 1° 42′ 34″ E / 41.2891108861493°N,1.70949514561929°E ca:Camí del Pla del Bosc                                                            |                                            |                     | Modifica les dades a Wikidata |
|        | Cal Maset                | Canyelles | masia        |              | 41° 16′ 36″ N, 1° 43′ 14″ E / 41.2766337002352°N,1.72063030373088°E ca:Ctra. C-15                                                                       |                                            |                     | Modifica les dades a Wikidata |
|        | Cal Muntaner             | Canyelles | masia        |              | 41° 16′ 51″ N, 1° 42′ 23″ E / 41.280707119991°N,1.70630537004213°E                                                                                      |                                            |                     | Modifica les dades a Wikidata |
|        | Cal Roca                 | Canyelles | masia        |              | 41° 16′ 51″ N, 1° 43′ 48″ E / 41.2807282624141°N,1.7300432749958°E                                                                                      |                                            |                     | Modifica les dades a Wikidata |
|        | Cal Sidós                | Canyelles | masia        | 19th century | 41° 17′ 20″ N, 1° 43′ 52″ E / 41.2890259017675°N,1.73101688291972°E ca:El Pont de ferro.                                                                |                                            |                     | Modifica les dades a Wikidata |
|        | Cal Simó                 | Canyelles | masia        | 19th century | 41° 16′ 46″ N, 1° 42′ 28″ E / 41.2795446971523°N,1.70786866375128°E ca:Fondo de les Alzines, entre el nucli de Canyelles i la urbanització Les Palmeres |                                            |                     | Modifica les dades a Wikidata |
|        | Cal Vidal                | Canyelles | masia        |              | 41° 16′ 58″ N, 1° 42′ 21″ E / 41.2828271829057°N,1.70579778816529°E                                                                                     |                                            |                     | Modifica les dades a Wikidata |
|        | Cal Xum                  | Canyelles | masia        |              | 41° 16′ 50″ N, 1° 43′ 17″ E / 41.2804988206561°N,1.72152201450892°E                                                                                     |                                            |                     | Modifica les dades a Wikidata |
|        | Can Ferrer de Llacunalba | Canyelles | masia        |              | 41° 16′ 32″ N, 1° 42′ 42″ E / 41.2754698555524°N,1.71157874943094°E ca:Avda. de Canyelles. Urbanització Les Palmeres                                    |                                            |                     | Modifica les dades a Wikidata |
|        | Can Padrí                | Canyelles | masia        |              | 41° 17′ 13″ N, 1° 43′ 28″ E / 41.286979777451°N,1.72436904024275°E                                                                                      |                                            |                     | Modifica les dades a Wikidata |
|        | Can Pubill               | Canyelles | masia        | 20th century | 41° 17′ 34″ N, 1° 43′ 57″ E / 41.2926978202853°N,1.7323669335492°E ca:Pirotècnia Igual                                                                  |                                            |                     | Modifica les dades a Wikidata |
|        | Can Saba                 | Canyelles | masia        |              | 41° 17′ 10″ N, 1° 43′ 19″ E / 41.286111111111°N,1.7219444444444°E ca:C. Major, 12 - c. Corraló                                                          | bé integrant del patrimoni cultural català | Can Saba            | Modifica les dades a Wikidata |
|        | Coma de l'Olla           | Canyelles | masia        |              | 41° 16′ 58″ N, 1° 44′ 19″ E / 41.28286691742°N,1.73858753438595°E                                                                                       |                                            |                     | Modifica les dades a Wikidata |
|        | Mas Rossell              | Canyelles | masia        |              | 41° 17′ 04″ N, 1° 42′ 39″ E / 41.2843685581088°N,1.71071109499309°E                                                                                     |                                            |                     | Modifica les dades a Wikidata |
|        | el Pinar                 | Canyelles | masia        |              | 41° 17′ 24″ N, 1° 43′ 22″ E / 41.2901333120033°N,1.72282673285863°E                                                                                     |                                            |                     | Modifica les dades a Wikidata |
|        | els Girabals de Baix     | Canyelles | masia        |              | 41° 17′ 08″ N, 1° 44′ 56″ E / 41.285581216435°N,1.74876929730614°E                                                                                      |                                            |                     | Modifica les dades a Wikidata |
|        | els Girabals de Dalt     | Canyelles | masia        |              | 41° 16′ 55″ N, 1° 44′ 42″ E / 41.2820101969688°N,1.74508802654366°E                                                                                     |                                            |                     | Modifica les dades a Wikidata |
|        | la Casa Nova             | Canyelles | masia        |              | 41° 16′ 31″ N, 1° 44′ 21″ E / 41.2751812232109°N,1.73920118102239°E                                                                                     |                                            |                     | Modifica les dades a Wikidata |
|        | la Cogullada             | Canyelles | masia        |              | 41° 18′ 05″ N, 1° 43′ 18″ E / 41.3013351230488°N,1.7217003894346°E ca:Camí de la Cogullada                                                              |                                            |                     | Modifica les dades a Wikidata |
|        | la Ginesta               | Canyelles | masia        |              | 41° 17′ 01″ N, 1° 42′ 29″ E / 41.2837454152194°N,1.70815597173311°E                                                                                     |                                            |                     | Modifica les dades a Wikidata |

## muntanya
| imatge | Nom                       | Ubicat a                                 | instància de | Detalls | coordenades                                                                     | Protecció | Commons (més fotos)         | Dades a WD                    |
| ------ | ------------------------- | ---------------------------------------- | ------------ | ------- | ------------------------------------------------------------------------------- | --------- | --------------------------- | ----------------------------- |
|        | Penya de l'Escofet        | Canyelles Olèrdola                       | muntanya     |         | 41° 17′ 21″ N, 1° 42′ 06″ E / 41.2892°N,1.7015888888888888°E 443.5 msnm         |           | Penya de l'Escofet          | Modifica les dades a Wikidata |
|        | Puig de l'Àliga           | Canyelles Olèrdola                       | muntanya     |         | 41° 17′ 02″ N, 1° 41′ 51″ E / 41.2838672007°N,1.69738245456°E 464 msnm          |           | Puig de l'Àliga (Canyelles) | Modifica les dades a Wikidata |
|        | Puig de les Forques       | Canyelles                                | muntanya     |         | 41° 16′ 37″ N, 1° 42′ 54″ E / 41.27691388888889°N,1.714863888888889°E 282 msnm  |           |                             | Modifica les dades a Wikidata |
|        | Turó de la Roqueta        | Canyelles Olivella                       | muntanya     |         | 41° 17′ 44″ N, 1° 44′ 41″ E / 41.29548889°N,1.74482778°E 228 msnm               |           |                             | Modifica les dades a Wikidata |
|        | Turó de les Tres Partions | Canyelles Castellet i la Gornal Olèrdola | muntanya     |         | 41° 16′ 50″ N, 1° 41′ 35″ E / 41.28053°N,1.693031°E 435 msnm                    |           | Turó de les Tres Partions   | Modifica les dades a Wikidata |
|        | Turó del Veguer           | Canyelles                                | muntanya     |         | 41° 17′ 40″ N, 1° 44′ 18″ E / 41.29446111111111°N,1.7383166666666665°E 261 msnm |           |                             | Modifica les dades a Wikidata |
|        | el Montgròs               | Sant Pere de Ribes Canyelles             | muntanya     |         | 41° 16′ 08″ N, 1° 44′ 24″ E / 41.2688°N,1.73987°E 357 msnm                      |           | El Montgròs (Canyelles)     | Modifica les dades a Wikidata |

## nucli de població
| imatge | Nom                 | Ubicat a  | instància de                                                        | Detalls  | coordenades                                                                  | Protecció | Commons (més fotos)      | Dades a WD                    |
| ------ | ------------------- | --------- | ------------------------------------------------------------------- | -------- | ---------------------------------------------------------------------------- | --------- | ------------------------ | ----------------------------- |
|        | Califòrnia          | Canyelles | nucli de població nucli d'entitat singular de població urbanització | 1547 hab | 41° 16′ 21″ N, 1° 43′ 51″ E / 41.272633229121°N,1.7309137126647°E 169 msnm   |           | Califòrnia (Canyelles)   | Modifica les dades a Wikidata |
|        | Can Roca            | Canyelles | nucli de població nucli d'entitat singular de població              | 167 hab  | 41° 16′ 48″ N, 1° 44′ 38″ E / 41.279981682733°N,1.7439059672157°E 205 msnm   |           |                          | Modifica les dades a Wikidata |
|        | Daltmar             | Canyelles | nucli de població nucli d'entitat singular de població              | 97 hab   | 41° 17′ 28″ N, 1° 41′ 41″ E / 41.29111543°N,1.69469619°E 322 msnm            |           |                          | Modifica les dades a Wikidata |
|        | Nou Canyelles       | Canyelles | nucli de població nucli d'entitat singular de població              | 139 hab  | 41° 17′ 05″ N, 1° 43′ 22″ E / 41.28485668°N,1.72288364°E 124 msnm            |           |                          | Modifica les dades a Wikidata |
|        | Vora Sitges         | Canyelles | nucli de població nucli d'entitat singular de població              | 401 hab  | 41° 16′ 56″ N, 1° 44′ 27″ E / 41.2821179231972°N,1.74093046856821°E 196 msnm |           |                          | Modifica les dades a Wikidata |
|        | la Cogullada        | Canyelles | nucli de població nucli d'entitat singular de població              | 119 hab  | 41° 17′ 50″ N, 1° 42′ 58″ E / 41.2973364451315°N,1.71609321019028°E 225 msnm |           |                          | Modifica les dades a Wikidata |
|        | la Muntanya del Mar | Canyelles | nucli de població                                                   |          | 41° 16′ 34″ N, 1° 43′ 04″ E / 41.276089901078°N,1.7177129181364°E            |           |                          | Modifica les dades a Wikidata |
|        | les Amèriques       | Canyelles | nucli de població nucli d'entitat singular de població              | 108 hab  | 41° 17′ 00″ N, 1° 44′ 47″ E / 41.2831958893231°N,1.74643855476228°E 135 msnm |           |                          | Modifica les dades a Wikidata |
|        | les Cases del Xum   | Canyelles | nucli de població                                                   |          | 41° 16′ 53″ N, 1° 43′ 13″ E / 41.2815023852968°N,1.72023668529308°E          |           |                          | Modifica les dades a Wikidata |
|        | les Palmeres        | Canyelles | nucli de població nucli d'entitat singular de població urbanització | 1305 hab | 41° 16′ 18″ N, 1° 42′ 26″ E / 41.27168°N,1.70709°E 256 msnm                  |           | Les Palmeres (Canyelles) | Modifica les dades a Wikidata |

## pont
| imatge | Nom                  | Ubicat a  | instància de | Detalls      | coordenades | Protecció | Commons (més fotos) | Dades a WD                    |
| ------ | -------------------- | --------- | ------------ | ------------ | --- | --------- | ------------------- | ----------------------------- |
|        | Pont d'en Guilleumes | Canyelles | pont         |              | 41° 17′ 12″ N, 1° 44′ 35″ E / 41.2866983833441°N,1.74300389266687°E                                                       |           |                     | Modifica les dades a Wikidata |
|        | Pont de Ferro        | Canyelles | pont         | 20th century | 41° 17′ 18″ N, 1° 43′ 56″ E / 41.2883738297797°N,1.73233122024088°E ca:Antiga carretera de Canyelles a Sant Pere de Ribes |           |                     | Modifica les dades a Wikidata |

## serra
| imatge | Nom                   | Ubicat a                                             | instància de | Detalls | coordenades                                                            | Protecció | Commons (més fotos) | Dades a WD                    |
| ------ | --------------------- | ---------------------------------------------------- | ------------ | ------- | ---------------------------------------------------------------------- | --------- | ------------------- | ----------------------------- |
|        | serra de la Cogullada | Canyelles Olèrdola                                   | serra        |         | 41° 17′ 49″ N, 1° 42′ 41″ E / 41.29691389°N,1.71145556°E 362.3 msnm    |           |                     | Modifica les dades a Wikidata |
|        | serra del Teixidor    | Canyelles Castellet i la Gornal Vilanova i la Geltrú | serra        |         | 41° 16′ 17″ N, 1° 41′ 26″ E / 41.27151707745521°N,1.6905212402343752°E |           | Serra del Teixidor  | Modifica les dades a Wikidata |

## Misc
| imatge | Nom                            | Ubicat a                     | instància de                                                                   | Detalls                              | coordenades                                                                         | Protecció                                            | Commons (més fotos)          | Dades a WD                    |
| ------ | ------------------------------ | ---------------------------- | ------------------------------------------------------------------------------ | ------------------------------------ | ----------------------------------------------------------------------------------- | ---------------------------------------------------- | ---------------------------- | ----------------------------- |
|        | Canyelles                      | Canyelles                    | entitat singular de població capital municipal ens local històric de Catalunya | 5360 hab                             | 41° 17′ 05″ N, 1° 43′ 18″ E / 41.28475455°N,1.72179896°E 126 msnm                   |                                                      |                              | Modifica les dades a Wikidata |
|        | Granges de la Plana            | Canyelles                    | granja                                                                         |                                      | 41° 17′ 31″ N, 1° 43′ 38″ E / 41.2919936839034°N,1.72732873297172°E                 |                                                      |                              | Modifica les dades a Wikidata |
|        | Parc d'Olèrdola                | Canyelles Olèrdola           | espai d'interès natural àrea protegida                                         | Superfície: 608ha                    | 41° 18′ 15″ N, 1° 42′ 34″ E / 41.304175°N,1.709318°E                                |                                                      | Parc d'Olèrdola              | Modifica les dades a Wikidata |
|        | Polígon industrial Carretera   | Canyelles                    | polígon industrial                                                             |                                      | 41° 17′ 09″ N, 1° 43′ 29″ E / 41.2857751496168°N,1.72458357277547°E                 |                                                      |                              | Modifica les dades a Wikidata |
|        | Puig de l'Aliga                | Canyelles                    | vèrtex geodèsic                                                                | Alt: 1.2m                            | 41° 17′ 02″ N, 1° 41′ 51″ E / 41.283863°N,1.697387°E 464.715 msnm                   |                                                      |                              | Modifica les dades a Wikidata |
|        | Rectoria                       | Canyelles                    | edifici                                                                        |                                      | 41° 17′ 12″ N, 1° 43′ 22″ E / 41.28653°N,1.72274°E ca:Nucli antic de Canyelles      | bé cultural d'interès local                          |                              | Modifica les dades a Wikidata |
|        | Santa Magdalena de Canyelles   | Canyelles                    | església                                                                       | 17th century                         | 41° 17′ 13″ N, 1° 43′ 22″ E / 41.286942°N,1.722671°E ca:Carrer del Castell 136 msnm | bé integrant del patrimoni cultural català           | Santa Magdalena de Canyelles | Modifica les dades a Wikidata |
|        | casa consistorial de Canyelles | Canyelles                    | casa consistorial                                                              |                                      | 41° 17′ 09″ N, 1° 43′ 20″ E / 41.2857538°N,1.7223078°E                              |                                                      |                              | Modifica les dades a Wikidata |
|        | castell de Canyelles           | Canyelles                    | castell                                                                        | 15th century                         | 41° 17′ 14″ N, 1° 43′ 22″ E / 41.2872°N,1.72278°E ca:Pl. del Castell 140 msnm       | bé d'interès cultural bé cultural d'interès nacional | Castell de Canyelles         | Modifica les dades a Wikidata |
|        | font del Bosc                  | Canyelles                    | font                                                                           |                                      | 41° 17′ 09″ N, 1° 42′ 24″ E / 41.285875669365°N,1.7067738606581°E                   |                                                      |                              | Modifica les dades a Wikidata |
|        | túnel del Montgròs             | Sant Pere de Ribes Canyelles | túnel                                                                          | Travessa: el Montgròs Hi passa: C-15 | 41° 15′ 39″ N, 1° 43′ 57″ E / 41.260884°N,1.732439°E                                |                                                      | Túnel del Montgròs           | Modifica les dades a Wikidata |